# Leigha Brown
Leigha Don'l Brown (Auburn, 14 luglio 2000) è una cestista statunitense, professionista nella WNBA.

## Carriera
È stata selezionata dalle Atlanta Dream al secondo giro del Draft WNBA 2023 (15ª scelta assoluta).